# Гладиатор (филм, 2000)
Вижте пояснителната страница за други значения на Гладиатор.
„Гладиатор“ (на английски: Gladiator) е американско-британска епична историческа драма от 2000 г. на режисьора Ридли Скот, сценарият е на Дейвид Францони, Джон Лоугън и Уилям Никълсън. Филмът е копродуциран и пуснат от „Дриймуъркс Пикчърс“ и „Юнивърсъл Пикчърс“. „Дриймуъркс Пикчърс“ разпространи филма в Северна Америка, докато „Юнивърсъл Пикчърс“ го пусна в световен мащаб чрез „Юнайтед Интернешънъл Пикчърс“. Във филма участват Ръсел Кроу, Хоакин Финикс, Кони Нилсен, Ралф Мьолер, Оливър Рийд (последната му роля в киното), Джимон Хонсу, Дерек Джейкъби, Джон Шрапнел, Ричард Харис и Томи Фланаган. В него се разказва за римския пълководец на император Марк Аврелий – Максим, който е принуден да стане гладиатор от новия владетел Комод.

## Сюжет
Преди смъртта си император Марк Аврелий решава да предаде властта на най-способния си и предан генерал – Максим Децим Меридий. Въпреки това на трона се възкачва коварният син на Аврелий Комод, който, завладян от желание за мъст, нарежда да убият генерал Максим. Максим успява да се изплъзне на пратените преторианци да го убият. След множество перипетии бившият генерал става гладиатор, който постепенно се превръща в най-атрактивния и най-обичан боец на Колизея.

## Теми
В целия филм са преплетени няколко важни нишки: алчност и отцеубийство, които са цената на властта; смелост и сила пред лицето на смъртта; и любовта на един човек, който е готов да даде всичко в името на семейството си.

## Актьорски състав
- Ръсел Кроу – Максимус
- Хоакин Финикс – Комод
- Кони Нилсен – Лусила
- Оливър Рийд – Проксимо
- Дерек Джейкъби – Сенатор Гракх
- Джимон Хонсу – Джуба
- Ричард Харис – Марк Аврелий
- Ралф Мьолер – Хаген
- Томи Фланаган – Цицерон
- Дейвид Скофийлд – Сенатор Фалко
- Джон Шрапнел – Сенатор Геъс
- Томас Арана – Генерал Квинт
- Спенсър Трийт Кларк – Луций, синът на Лусила
- Дейвид Хемингс – Касий
- Свен-Оле Торсен – Тигрий от Гаул
- Омид Джамили – търговец на роби
- Джанина Фачо – съпругата на Максимус
- Джорджо Кантарини – синът на Максимус

## Номинации и награди
2001: Награди „Оскар“ за:
- Най-добра мъжка роля – Ръсел Кроу
- Костюми – Janty Yates
- Специални ефекти – John Nelson (I), Neil Corbould, Tim Burke, Rob Harvey
- Най-добър филм – Douglas Wick (I), Дейвид Францони (II), Branko Lustig
- Звук – Scott Millan, Bob Beemer, Ken Weston

2001: Номинации за награда „Оскар“ за:
- Поддържаща мъжка роля – Хоакин Финикс
- Операторско майсторство – Джон Матисън
- Режисура – Ридли Скот
- Музика – Ханс Цимър
- Сценарий – Дейвид Францони (II), Джон Логан(I), Уилям Никълсън(I)

## „Гладиатор“ в България
На 6 март 2011 г. Нова телевизия излъчи филма с български дублаж за телевизията. Екипът се състои от:
| Преводач            | Бисер Пачев                                                                                              |
| Режисьор на дублажа | Димитър Кръстев                                                                                          |
| Тонрежисьор         | Стефан Дучев                                                                                             |
| Озвучаващи артисти  | Даниела Йорданова Елисавета Господинова Георги Георгиев – Гого Николай Николов Васил Бинев Христо Узунов |

На 15 октомври 2017 г. започва повторно по bTV Action с дублажа на студио Медиа Линк. Екипът се състои от:
| Преводач            | Яна Янева                                                                         |
| Тонрежисьор         | Александър Тодоров                                                                |
| Режисьор на дублажа | Михаела Минева                                                                    |
| Озвучаващи артисти  | Христина Ибришимова Христо Узунов Любомир Младенов Александър Воронов Васил Бинев |